# Domenico Scarlatti
Giuseppe Domenico Scarlatti, född 26 oktober 1685 i Neapel, död 23 juli 1757 i Madrid, var en italiensk tonsättare.

## Biografi
Domenico Scarlatti var son till Alessandro Scarlatti och studerade för denne samt för Francesco Gasparini, Arcangelo Corelli och Bernardo Pasquini. Hans första operor uppfördes i Neapel år 1703. 1709 tävlade han mot Händel i en cembaloturnering. Samma år blev han utnämnd till kapellmästare hos den polska drottningen Maria Kazimieras hov i Rom. Därefter arbetade han för Portugals ambassadör vilket ledde till att Scarlatti fick jobb som kapellmästare hos kungen João V och lärare för prinsessan Maria Barbara. När Maria Barbara gifte sig 1729 med den spanska kronprinsen Ferdinand flyttade Scarlatti till Sevilla och 1733 till Madrid där han tjänstgjorde till sin död som hovcembalist.
Han är mest känd för sina 555 sonater för cembalo eller i varje fall klaver, men skrev även 13 operor, orkestersinfonior, konserter, kyrkomusik (bland annat Salve Regina), ett sextiotal kantater (bland annat Le Quatro Stagioni serenata per 4 voci, coro e orchestra) och ett par oratorier.

## Eftermäle
Asteroiden 6480 Scarlatti är uppkallad efter honom.
Nedslagskratern Scarlatti på planeten Merkurius är uppkallad efter honom och fadern Alessandro.

## Katalogisering av Scarlattis verk
Alessandro Longo publicerade Scarlattis alla cembalosonater i Opera complete per clavicembalo de Domenico Scarlatti (Milano, 1906), där verken grupperades efter hur Longo uppfattat deras form, och varje verk fick ett katalognummer, som länge användes som standardreferens.
Ralph Kirkpatrick gjorde senare en omkatalogisering av verken i sin publikation Domenico Scarlatti (Princeton, New Jersey, 1953), där de istället är numrerade i kronologisk ordning.
Kirkpatricks katalogisering har efter hand kommit att bli standardreferens, men ofta anges båda beteckningarna, som K. och L. följt av respektive katalogs nummer. Till exempel anges Scarlattis "Kattfuga" som: Fuga i g-moll (K. 30, L. 499).